# Djunga de Biluca
João Silva, beter bekend als Djunga de Biluca, (São Vicente, 13 februari 1929 - Rotterdam 17 april 2023) was een Kaapverdiaans muzikant en voormalig diplomaat. Hij was een van de eerste Kaapverdianen in Rotterdam en stond persoonlijk in contact met Amílcar Cabral, een belangrijke figuur in de onafhankelijkheidsstrijd van Kaapverdië tegen Portugal. Hij is tevens de oprichter van Morabeza Records.

## Biografie
De Biluca werd in 1929 geboren op São Vicente. Na een tijd in militaire dienst besloot hij in de koopvaardij aan de slag te gaan. In die hoedanigheid kwam hij in Rotterdam terecht. Hij besloot zich daar in 1955 te vestigen en was daardoor een van de eerste Kaapverdianen in de stad. Eind jaren 1950 opende Constantino Delgado Pensão Delta in de Jan Kruijffstraat in Delfshaven, een pension speciaal voor Kaapverdiaanse zeelieden. In dezelfde straat opende De Biluca een winkel in werkkleding voor de scheepvaart. Nieuw aangekomen Kaapverdianen konden hier kleding kopen, werden wegwijs gemaakt in Rotterdam en kregen tips omtrent goede werkgevers. Vaak verwees hij ze naar het Heemraadsplein, destijds een belangrijke ontmoetingsplek voor Kaapverdianen.
In 1958 trouwde de Biluca met een Rotterdamse, waardoor hij de Nederlandse nationaliteit kon krijgen. Hij werkte onder andere bij Philips.
Toen de onafhankelijkheidsoorlog begon wilde De Biluca naar Guinee-Bissau afreizen om deel te nemen aan de strijd, maar Amílcar Cabral vroeg hem in Rotterdam te blijven en zich te concentreren op het promoten van de Kaapverdiaanse cultuur. Cultuur werd gezien als een belangrijke stap naar onafhankelijkheid en het creëren van een nationale identiteit. De Biluca nam het advies ter harte en begon een platenlabel, Morabeza Records, om Kaapverdiaanse muziek te verspreiden en op de kaart te zetten. De eerste Kaapverdiaanse lp is hier opgenomen. Vele grote Kaapverdiaanse artiesten, waaronder Cesária Évora, Bana en de groep Voz de Cabo Verde, hebben platen opgenomen bij dit label. Morabeza bracht tientallen lp's en ep's uit. De Biluca produceerde platen voor Morabeza en schreef mee aan songs van onder andere Bonga en Luís Morais. Ook speelde hij percussie op een van de platen.
De Biluca informeerde Kaapverdianen in Europa over de ontwikkelingen in Kaapverdië en in het verzet, onder andere met een tijdschrift. In 1972 werd hij officieel vertegenwoordiger van de Kaapverdische verzetsbeweging PAIGC in Nederland.
Na de onafhankelijkheid van Kaapverdië werd Djunga de Biluca de eerste Consul van Kaapverdië in de Benelux. Hij zette zich in voor de verbetering van de relaties tussen Kaapverdië en de Beneluxlanden en bleef zich inzetten voor behoud en bevordering van de Kaapverdiaanse cultuur.
In 2004 werd de Biluca Ridder in de Orde van Oranje-Nassau. In 2003 ontving hij een Kaapverdiaanse onderscheiding in de Orde van Amílcar Cabral uit handen van de Kaapverdische president Pedro Pires. In 2015 ontving hij de Rotterdamse drs. H.H. Horsting-prijs, uitgereikt door burgemeester Aboutaleb.
De Kaapverdische krant Expresso das Ilhas noemde hem een essentiële figuur in Kaapverdiaanse emigratie en cultuur. De Portugese krant Público noemde De Biluca de godfather van de verspreiding van Kaapverdiaanse muziek.
Tot het einde van zijn leven was hij woonachtig in Ommoord.